# Dulac (Louisiane)
Pour les articles homonymes, voir Dulac.
Dulac est une census-designated place (CDP) située dans la paroisse de Terrebonne en Louisiane, aux États-Unis.